# Алек Іссігоніс
Алек Іссігоніс (грец. Άλεκ Ισσιγόνης), повне ім'я Александрос Арнольдос Константінос Іссігоніс (грец. Αλέξανδρος Αρνόλδος Κωνσταντίνος Ισσιγόνης, 18 листопада 1906, Смірна — 2 жовтня 1988, Бірмінгем) — греко-британський дизайнер автомобілів, розробник конструкції автомобіля Mini, який випускала компанія British Motor Corporation. Кавалер ордена Британської імперії (1969) і член Лондонського королівського товариства (1967).

## Походження і ранні роки
Алек Іссігоніс народився 1906 року в родині грецького комерсанта в місті Смірна, що на той час входила до складу Османської імперії. Його дід Демосфеніс Іссігоніс мігрував до Смірни з грецького острова Парос в 1830-х роках оскільки був задіяних в інженерних роботах на побудованій Британією залізниці Смірна-Айдин. Згодом він отримав британське громадянство та заснував власний машинобудівний завод Іссігоніса. Син Демосфеніса (батько Алека) Костянтин Іссігоніс народився, маючи вже британське громадянство, в Смірні 1872 року, навчався в Англії. Після смерті Демосфеніса Іссігоніса керував родинним заводом. Родина мати Алека Гульди Прокопп походила із Вюртемберга (нині Німеччина). Також за материнською лінією Алек Іссігоніс доводився двоюрідним братом директору BMW (і нетривалий час Volkswagen) Бернду Пішетсрідеру.
Будучи британськими підданими Алек разом із батьками був евакуйований на Мальту Британською королівською морською піхотою у вересні 1922 року, напередодні Великої пожежі в Смірні і повторного захоплення Смірни Туреччиною наприкінці греко-турецької війни 1919—1922 років. Після смерті батька 1922 року Алек і його мати переїхали до Великої Британії в 1923 році. Алек здобув диплом інженера у політехнічній школі Баттеріс в Лондоні. Захопленість кресленням, машинобудуванням та уміння працювати руками ледве компенсували слабкі знання математики, і Алек Іссігоніс ледве здав випускні іспити. 1925 року Алек придбав свій перший автомобіль британської марки Singer з кузовом Weymann, на якому разом із матір'ю здійснив подорож Європою.

## Кар'єра в автомобілебудуванні

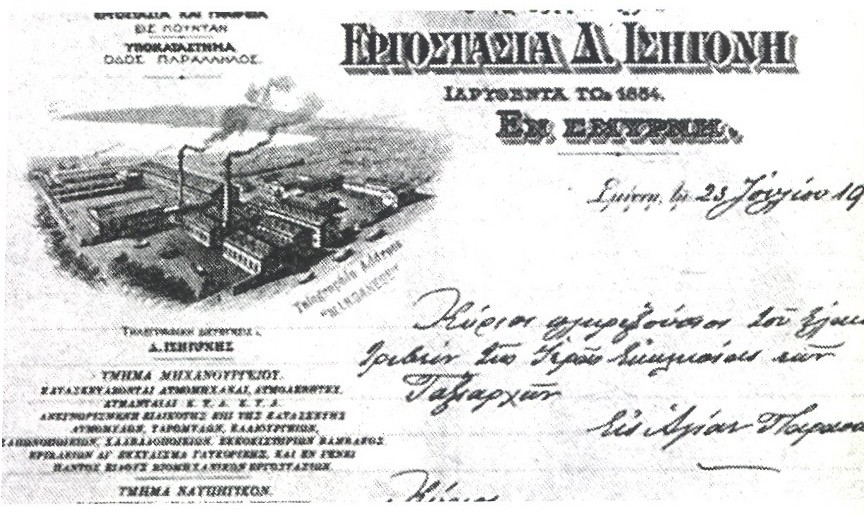
Завод Іссігоніса в Смірні, заснований Демосфенісом Іссігонісом

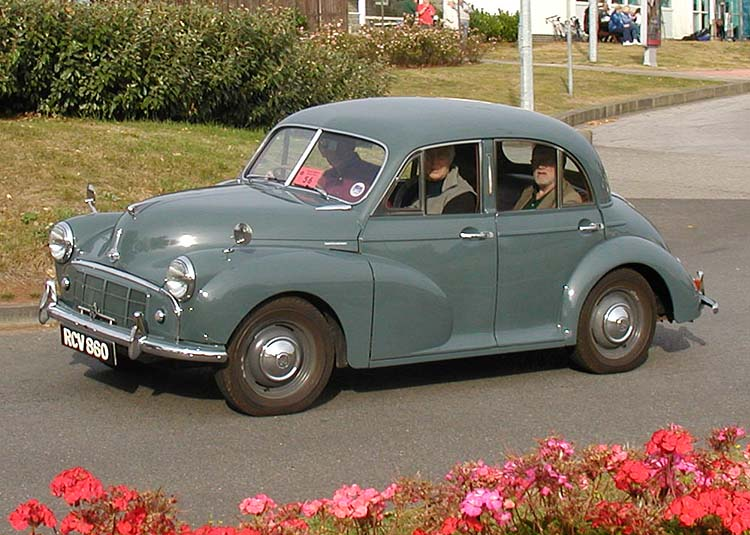
Morris Minor серія 2 випуску 1953 року

### Humber і Morris Motor
Алек Іссігоніс почав працювати технічним креслярем у конструкторському бюро в Лондоні. Отримавши першу зарплату, придбав Austin 7 і пристосував його для гонок. В березні 1929 року вперше взяв участь у гонках. Настільки захопився мотоспортом, що в наступні кілька років працював над розробкою конструкції Lightweight Special, яка зробила його знаменитим. Вона характеризувалася мінімальними розмірами, легкою вагою, була прогресивною і технічному відношенні.
1934 року Алек Іссігоніс почав працювати у конструкторському бюро британської автомобільної марки Humber в Ковентрі, тут він став одним із розробників незалежної колісної підвіски. За два роки успішного молодого інженера переманила компанія Morris Motor Company. В роки Другої світової війни займався розробкою та вдосконаленням армійських транспортних засобів, однак використовував цей час для впровадження своїх сміливих технічний ідей. 1941 року Morris Motor розпочала роботу над проектом «Mosquito» — чотиримісного авто для післявоєнного часу. Перший прототип, повністю парцездатний, команда фахівців на чолі із Іссігонісом створила за 3 роки. 20 вересня 1948 року презентований створений на його основі автомобіль Morris Minor, який став найуспішнішою моделлю повоєнного часу, в період 1948—1971 років випущено 1,3 млн одиниць. Сам Іссігоніс описав Morris Minor як віддзеркалення «англійськості».

### British Motor Corporation

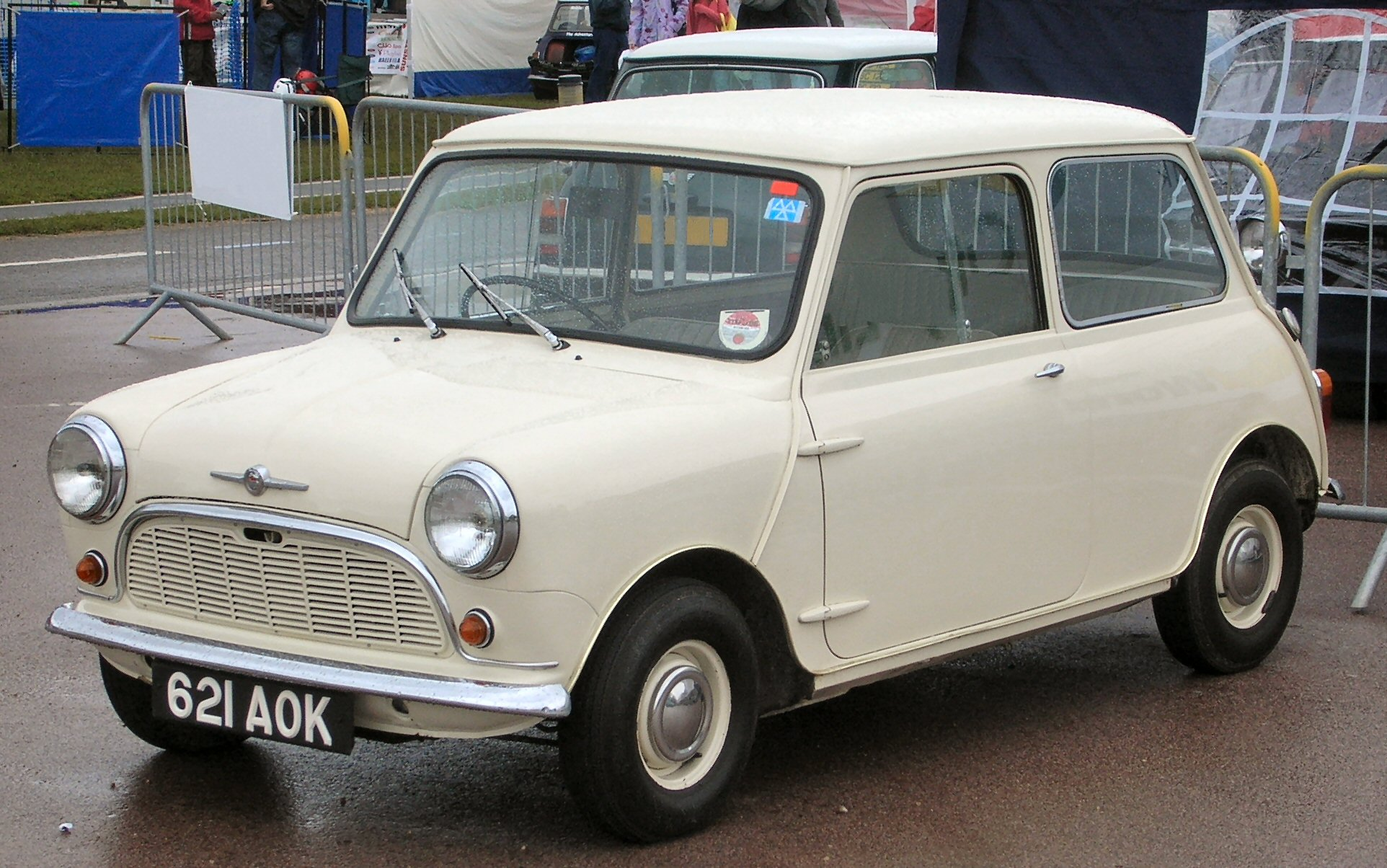
Mini випуску 1959 року

За чотири роки фірми Morris Motor і Austin Motor об'єдналися в одну компанію — British Motor Corporation (BMC), однак із нею Іссігоніс не став співпрацювати і 1952 року перейшов в Alvis Cars. Тут він розробляв розкішні седани, але проект через фінансові труднощі згорнули.
1955 року Алек Іссігоніс повернувся у BMC на посаду технічного керівника заводу Austin в Лонгбріджі і очолив одночасно три проекти: XC/9001 — великих комфортних авто, XC/9002 — авто середнього розміру і XC/9003 — малих міських автомобілів. 1956 року на автомобільній індустрії позначились наслідки Суецької кризи, їй Іссігоніс зумів протистости завдяки вимогливості і авторитарності, вимагаючи від свого колективу інженерів результатів у мінімальні терміни. Зрештою в серпні 1959 року презентований Austin Mini, відомий більше як просто Mini — британська ікона 1960-х років, випускався в період з 1959 по 2000 рік. За три роки був випущений чотиридверний Morris 1100 среденього класу, а 1964 року — надзвичайно місткий та комфортний Austin 1800. Згодом на базі останнього розроблений п'ятидверний хетчбек Austin Maxi.

## Останні роки, пам'ять
Успіх Mini забезпечив Алеку Іссігонісу світову славу, а 1961 року він як технічний директор увійшов до складу правління спочатку Austin Motor, а двома роками пізніше — всієї British Motor Corporation. 1967 року він став членом Лондонського королівського товариства. 1969 року удостоєний англійської королевою титулу лицаря.
1971 року сер Алек Іссігоніс вийшов у відставку, однак до 1987 року продовжував консультувати своє підприємство. Він помер 2 жовтня 1988 року в Бірмінгемі, незадовго до свого 82-річчя. Похований там же на цвинтарі Лодж-Гілл.
2006 року з нагоди 100-річчя з дня народження автоінженера проведено ралі Heritage Motor Centre в Гейдоні, Ворікшир. Іменем Іссігоніса названа вулиці в Oxford Business Park на місці колишнього заводу Morris Motors в Коулі, Оксфорд.

## Автомобілі, розроблені Іссігонісом
- Austin Ant
- Austin Maxi
- BMC ADO16
- BMC ADO17
- MG Y-type
- Mini
- Mini Moke
- Morris Minor
- Morris Oxford
- Nuffield Guppy